# Angelo Bargoni
Angelo Bargoni (Cremona, 26 maggio 1829 – Roma, 25 giugno 1901) è stato un politico e magistrato italiano, che dopo aver combattuto durante la prima guerra d'indipendenza e partecipato alla difesa della Repubblica Romana divenne dapprima Deputato e poi Senatore del Regno d'Italia. Fu Ministro dell'istruzione pubblica del Regno d'Italia nel Governo Menabrea III e Ministro del tesoro nel Governo Depretis II.

## Biografia
Nacque a Cremona il 26 maggio 1829, e in tenera età frequentò la scuola dell'abate Alessandro Gallina e successivamente il Ginnasio-Liceo, dove entrò in contatto con il comitato studentesco clandestino. Laureatosi in giurisprudenza presso l'Università di Pavia, partecipò ai moti rivoluzionari del 1848 nelle file del Battaglione Studenti, combattendo a Pietole il 4 luglio. All'atto dello scioglimento del Battaglione entrò a far parte della Colonna "Bandiera" che, attraversando la Lunigiana, la Toscana e le Romagne, andò in aiuto alla Repubblica di Venezia. Caduto ammalato a Chioggia fu creduto morto, ma una volta guarito ritornò a Venezia, da dove partì per raggiungere Roma, prendendo parte all'ultimo scontro in difesa della Repubblica Romana.
Il 25 agosto 1849, rientrato a Cremona, riprese gli studi laureandosi in Legge nel 1851, ma il governo austriaco gli negò l'abilitazione all'insegnamento privato. Avviato alla professione di avvocato, continuò a cospirare contro gli austriaci e fu implicato, a causa dei suoi contatti con elementi sospetti, nei processi di Mantova e nei fatti di Milano del 1853. Sfuggì all'arresto andando esule nel Regno di Sardegna, dove si stabilì a Genova lavorando come agente in una compagnia di assicurazioni. Nella città ligure mantenne comunque i rapporti con i cospiratori, aiutato in ciò dalla sorella Rachele, che svolse un ruolo di intermediaria tra il Comitato esuli di Genova e il Comitato mazziniano di Cremona, divenendo inoltre membro del Circolo italiano e del Comitato di soccorso pro emigrati. Il 10 agosto 1855 assunse la direzione del primo giornale femminile, denominato La Donna, coniando la definizione "La Solidarietà del Bene" per l'Associazione di mutua assistenza tra i rifugiati politici.
Nel 1860, membro del Comitato di soccorso alla Sicilia, organizzò da Torino gli aiuti per i centri di arruolamento dei volontari destinati all'Esercito meridionale. Fu segretario generale di Agostino Depretis prima e di Antonio Mordini poi, quando fu proclamata la loro prodittatura in Sicilia nel 1860, contribuendo a riordinare l'amministrazione dell'isola. Concluso l'incarico, si ritirò a Torino, dove diresse, tra il 2 aprile 1861 e il 1 giugno 1863, il giornale Il Diritto.
Nel 1863 venne eletto Deputato alla Camera come democratico e repubblicano nel collegio di Corleone, sempre riconfermato nel collegio di Casalmaggiore nelle elezioni del 1865, 1867 e in quello di Chioggia nel 1870. Rimase a difendere la Democrazia parlamentare anche dopo le dimissioni di Giuseppe Garibaldi e dei maggiori esponenti della sinistra, avvenute in seguito al dibattito sugli eventi di Sicilia. Nel 1866, a Firenze, fu fece portavoce delle richieste dei cittadini cremonesi a favore della guerra all'Austria-Ungheria. Nel 1869 fu nominato Ministro della pubblica istruzione nel governo Menabrea III, chiedendo ed ottenendo che le ceneri di Ugo Foscolo fossero traslate dall'Inghilterra alla Basilica di Santa Croce a Firenze. In seguito a problemi familiari abbandonò la Camera, andando a ricoprire l'incarico di prefetto a Pavia (7 ottobre 1871), poi Torino (19 aprile 1876-26 dicembre 1877) e quindi a Napoli (20 aprile 1878). Nominato Ministro del tesoro nel governo Depretis II, ricoprì tale incarico tra il 1877 e il 1878.
Dopo l'attentato contro re Umberto I compiuto da Alberigo Altieri, abbandonò la politica ritirandosi definitivamente a vita privata. Rinunciato all'incarico di vicepresidente del consiglio provinciale di Cremona, divenne segretario generale delle Assicurazioni Generali di Venezia nel 1891. Lo stesso anno divenne vice-presidente dell'Anonima Grandine, società fondata e diretta da Pio Pontremoli. Si spense a Roma il 25 giugno 1901.

### La targa in Piazza del Comune a Cremona
Sotto i portici in Piazza del Comune a Cremona è presente una grossa lapide commemorativa posta il 25 giugno 1906 nel quinto anniversario della sua morte. Nella parte superiore della lapide è presente un tondo bronzeo opera dello scultore Annibale Monti.
PATRIOTA INSIGNE

DEPUTATO-SENATORE-MINISTRO

NATO DAL POPOLO

SEMPRE NE INTERPRETÒ E DIFESE

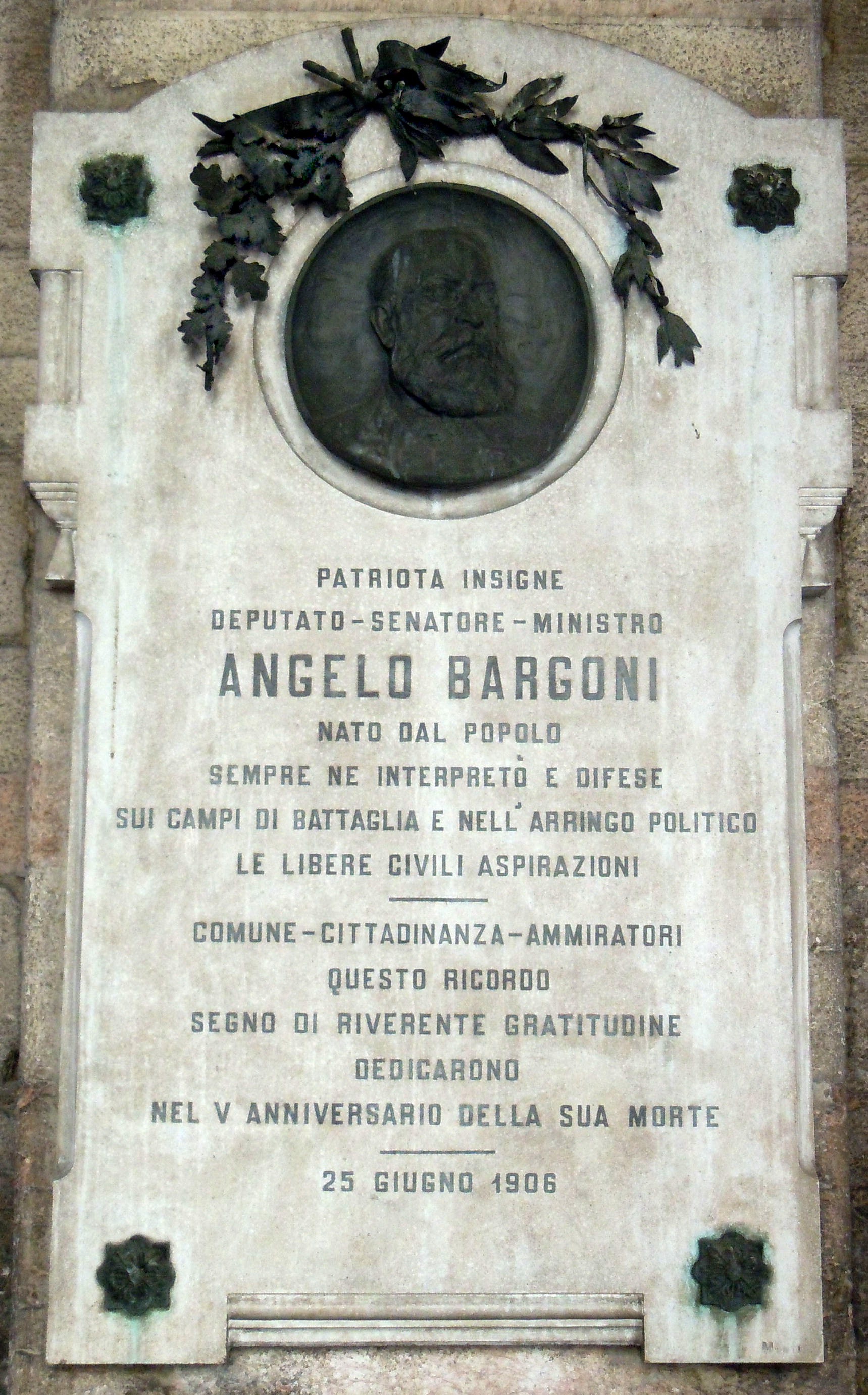
Cremona, lapide ad Angelo Bargoni

SUI CAMPI DI BATTAGLIA E NELL'ARRINGO POLITICO

LE LIBERE CIVILI ASPIRAZIONI

COMUNE-CITTADINANZA-AMMIRATORI

QUESTO RICORDO

SEGNO DI RIVERENTE GRATITUDINE

DEDICARONO

NEL V ANNIVERSARIO DELLA SUA MORTE

25 GIUGNO 1906

## Onorificenze
Negli anni '50 e '60 del 900 a Cremona esisteva una "Scuola governativa di commercio maschile serale" a lui intitolata.

### Annotazioni
1. ↑  Il Circolo italiano era il centro dell'azione patriottica.
2. ↑  Tale giornale si proponeva come interprete dell'ideologia garibaldina.
3. ↑  Ricoprì tale incarico dal 1878 al 1891, e a partire dal 1880 fu anche socio benemerito della Società dei reduci di Cremona.

### Fonti
1. ↑  Cessazione per nomina a prefetto di Pavia.
2. 1 2 3 4 5 6 7 8 9 10 11 12 13 14 15  Angela Bellardi (cura di), Dizionario biografico del Risorgimento cremonese, Società Storica Cremonese, Cremona, 2013.
3. ↑  Mandelli 1910, pp. 118-119.
4. ↑  Mandelli 1910, p. 129.
5. 1 2 3  Soldi 1963, p. 11.
6. ↑  Scheda di Angelo Bargoni su chieracostui.com
7. 1 2 3   Angelo Bargoni, su Patrimonio dell'Archivio storico Senato della Repubblica - senato.it.

### Periodici
- Carlo Bonetti, Cremona eroica. Bartolomeo Rasnesi all’assedio di Roma, in Cremona 13, n. 3-4, Cremona, 1941,  pp. 117-123.